# Hespérie du riz
Gegenes nostrodamus
Espèce
L’Hespérie du riz (Gegenes nostrodamus) est une espèce de lépidoptères (papillons) de la famille des Hesperiidae, de la sous-famille des Hesperiinae et du genre Gegenes.

## Dénomination
Gegenes nostrodamus a été décrit par Johan Christian Fabricius en 1793 sous le nom d’Hesperia nostrodamus.
Synonyme : Philoodus nostrodamus Rambur, 1840.

### Noms vernaculaires
L'Hespérie du riz ou Nostradamus se nomme Mediterranean Skipper ou Dingy Swift en anglais et Veloz de las Rieras en espagnol.

## Description

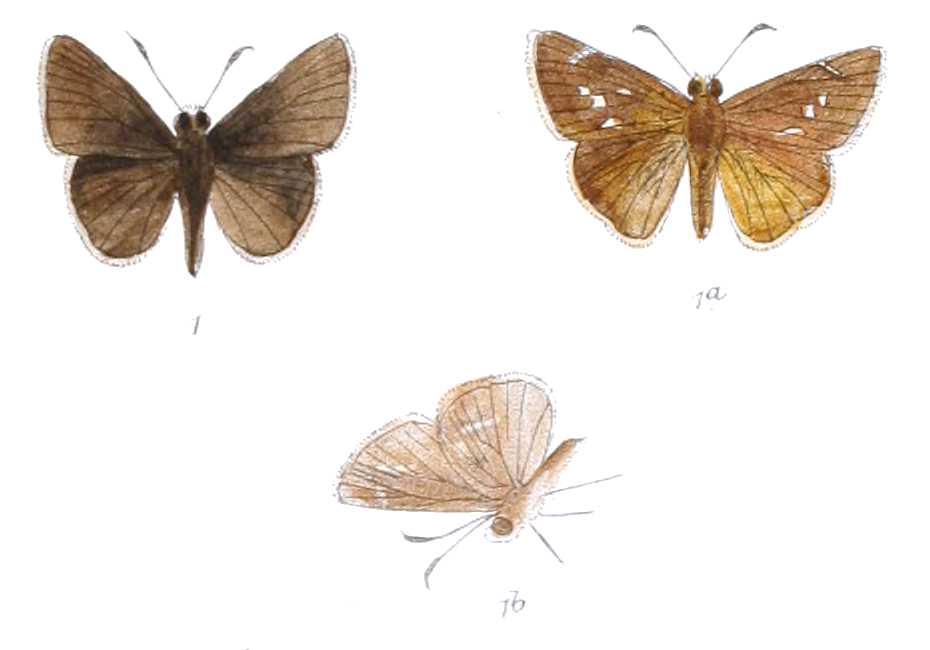
Illustrations de Gegenes nostrodamus.

C'est un petit papillon d'une envergure de 26 mm à 28 mm au dessus marron et au revers beige grisé avec des soies costales longues et denses. Comme tous les Hesperiidae il porte ses ailes antérieures partiellement redressées quand il est posé.

## Biologie

### Période de vol et hivernation
L'Hespérie du riz vole en deux à trois génération d'avril à octobre.

### Plantes hôtes
Les plantes hôtes de sa chenille sont des Poaceae (graminées) : Aeluropus sp et Panicum sp,.

## Écologie et distribution
L'Hespérie du riz réside dans l'Afrique du Nord, dans le sud de l'Europe, au Moyen-Orient, dans le Turkestan et en Inde,.
En Europe l'Hespérie du riz se rencontre sur la côte méditerranéenne dans le sud de l'Espagne, à Majorque, en Sardaigne, en Sicile, à l'ile d'Elbe, sur la côte ouest de l'Italie, à Malte, dans le sud de la Croatie et de la Serbie, en Albanie, régions côtières  de la Grèce et en Crète.

### Biotope
L'Hespérie du riz réside dans les milieux rocheux chauds et secs du littoral méditerranéen, en bordure de rivières.